# Сан Бенедето (Ла Специја)
Сан Бенедето је насеље у Италији у округу Ла Специја, региону Лигурија.
Према процени из 2011. у насељу је живело 543 становника. Насеље се налази на надморској висини од 206 м.